# 쿠마키 안리
쿠마키 안리(熊木 杏里, 1982년 1월 27일 ~)는 일본의 싱어송라이터이다. 나가노현 지쿠마시 출신이며 2002년 싱글 〈마도에〉로 데뷔했다.